# Institut panrusse de recherche scientifique en physique expérimentale
Le VNIIEF, ou Institut panrusse de recherche scientifique en physique expérimentale (en russe : Всероссийский Научно-Исследовательский Институт Экспериментальной Физики), est le premier centre de recherche du complexe militaro-industriel de la Russie sur les armes nucléaires implanté à Sarov, une ville située à environ 400 km à l'est de Moscou en Union soviétique après la Seconde Guerre mondiale. C'est dans ce centre qu'ont été conçues les premières bombes A et bombes H soviétiques, sous la direction politique de Lavrenti Beria, et grâce aux meilleurs physiciens de l'époque, comme Igor Kourtchatov ou Andreï Sakharov.

## Historique

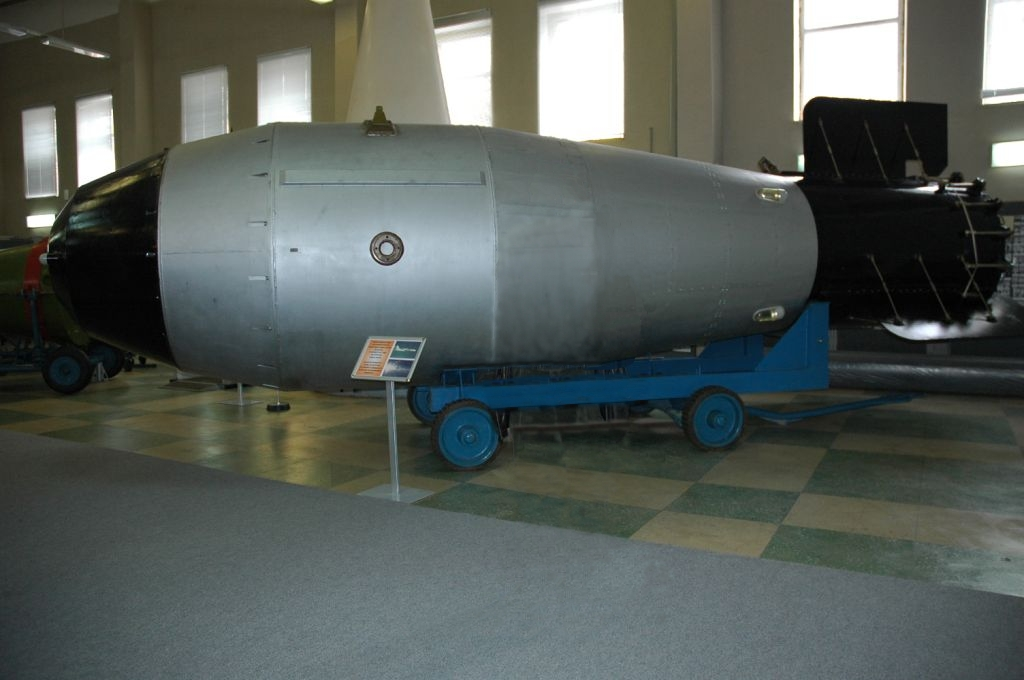
La Tsar Bomba présentée au Musée de la bombe atomique.

Le premier et plus important centre de recherche soviétique sur les armes nucléaires, implanté au voisinage de la ville de Sarov, au sud de l'oblast de Nijni Novgorod, a été officiellement créé le 13 avril 1946.
Ce site, d'abord appelé Bureau de conception N° 11 (КБ-11), est surtout connu des occidentaux sous sa dénomination actuelle de Centre nucléaire de la fédération de Russie - Institut panrusse de recherche Scientifique en physique expérimentale (en russe : Российский федеральный ядерный центр - Всероссийский научно-исследовательский институт зкспериментальной физики), dont l'acronyme est RFYaTs-VNIIEF, fréquemment abrégé en VNIIEF. On rencontre encore souvent son ancien nom de code Arzamas-16. Plusieurs noms provisoires lui avaient été donnés à l'origine, comme Base 112, Site 550 ou simplement le Site.
Le second centre de recherche, l'Institut panrusse de recherche scientifique en physique technique ou VNIITF (en russe : Всероссийский научно-исследовательский институт технической физики), n'a été créé qu'en 1955 à Snejinsk, ex Tcheliabinsk-70, dans l'oblast de Tcheliabinsk, au sud de l'Oural.
Le KB-11, dont le général Pavel Zernov (Павел Михайлович Зернов), ancien directeur de l'usine de fabrication des chars T-34 de Gorki - Nijni Novgorod, fut le premier directeur et Iouli Khariton (Юлий Борисович Харитон) le premier responsable de la conception et du développement, est à l'origine du développement et de la fabrication des bombes nucléaires de l'Union soviétique, dont leur première bombe A (RDS-1), testée en 1949, et leur première bombe H (RDS-37), testée en 1955. Il contribua ainsi de façon décisive à la disparition du monopole des États-Unis sur les armes nucléaires.
Les travaux de construction de la première tranche, commencés en mai 1946, ayant été terminés à l'automne de la même année, les activités de recherche purent commencer dès le printemps 1947. Des opérations de construction d'un périmètre de sécurité et d'installations de contrôle d'accès autour de la zone fermée furent ensuite menées à bien, de telle sorte que l'isolement complet du site devint effectif en 1948.
Lors du démarrage du programme de développement de l'armement nucléaire, le nom de la ville de Sarov fut remplacé par le nom de code Arzamas-60, qui indiquait sa position à 60 km de la ville d'Arzamas. Pour éviter que le site soit trop facilement localisable, le qualificatif « 60 » fut remplacé par « 16 ». En 1947, la ville entière, désormais dénommée Arzamas-16, disparut de tous les documents officiels russes, cartes et statistiques. L'existence même de l'unité administrative et territoriale fermée (ZATO, en russe : Закрытые административно-территориальные образования) d'Arzamas-16 resta secrète jusqu'en 1994. Après s'être appelée temporairement Kremliov à partir de 1991, la ville de Sarov retrouva son nom d'origine en 1995.

## Implantation
La ville de Sarov (Arzamas-16), à environ 60 km au sud-ouest de la ville d'Arzamas, est à une distance de moins de 400 km à vol d'oiseau de Moscou. La partie nord de la ville et son entrée principale sont situées sur le territoire de l'oblast de Nijni Novgorod, mais le site déborde largement au sud sur le territoire de la république de Mordovie. La position géographique de la ville est approximativement 54° 55′ N, 43° 20′ E.
La ville ainsi que les installations de recherche et de production constituent une « zone fermée » de forme grossièrement hexagonale, d'une superficie de 232 km2. La protection de cette zone est assurée par plusieurs dispositifs : d'abord une première ligne de surveillance à une quarantaine de km du centre, puis, à proximité de la ville, une double barrière de barbelés contrôlée par des patrouilles de l'armée, et enfin des protections particulières  par barrières ou murs pour les zones sensibles, notamment celles qui abritent les matériaux nucléaires ; à cela s'ajoutent les patrouilles assurées dans la ville par les personnels en uniforme du Ministère de l'Intérieur.
En dehors du VNIIEF proprement dit, le site abrite d'autres activités liées à l'armement, notamment l'usine Avangard chargée de l'assemblage et du désassemblage des têtes nucléaires, située dans la partie ouest de la zone fermée, ainsi qu'un musée de la bombe atomique. La municipalité de Sarov occupe 29 km2 et est située dans la partie nord de la zone fermée, au sud de l'aéroport. Le bâtiment administratif principal du VNIIEF est situé près de l'ancien monastère de Sarov. Les terrains boisés au sud de la zone abritent diverses aires d'expérimentation et de stockage.

## Évolution des activités
Le VNIIEF, responsable depuis son origine de la conception des armes nucléaires, ainsi que du support scientifique tout au long du cycle de vie des armements, n'a plus désormais comme rôle officiel dans ce domaine que la maintenance de l'arsenal nucléaire russe, ce qui crée une sous-activité importante, et donc un manque de travail pour de nombreuses personnes hautement qualifiées.
La recherche d'activités de remplacement a conduit le VNIIEF à organiser des collaborations recherche-industrie, notamment par des transferts d'expertise et de technologies vers des entreprises privées qui ont pu s'installer dans ses locaux.
Par ailleurs, une collaboration scientifique s'est organisée entre les laboratoires d'Arzamas et des laboratoires homologues d'autres pays comme la Chine, la France et les États-Unis. En particulier, une collaboration avec le laboratoire de Los Alamos dans les domaines des hautes puissances pulsées et des champs magnétiques très intenses devrait permettre des avancées importantes dans diverses disciplines de pointe comme la chimie sous hautes pressions, la production des micro-ondes, l'astrophysique, ou encore la physique des plasmas et ses applications dans la production d'énergie par fusion nucléaire.

## Collaborateurs célèbres du VNIIEF
- Nikolaï Bogolioubov
- Nikolaï Doukhov
- Iouli Khariton
- Mikhaïl Lavrentiev
- Andreï Sakharov
- Iakov Zeldovitch